# Sattar Hamedani
Sattar Hamedani (en persa: ستار همدانی‎) Tabriz, Irán; 7 de junio de 1974) es un exfutbolista de Irán que jugaba en la posición de centrocampista. Actualmente es entrenador asistente del Gostaresh Foulad FC.

## Carrera

### Club
| Periodo   | Club                       |
| --------- | -------------------------- |
| 1995–1996 | Tractor Sazi FC            |
| 1996–1997 | Keshavarz FC               |
| 1997–1998 | Payam Mashhad FC           |
| 1998–1999 | Bahman FC                  |
| 1999–2001 | Esteghlal FC               |
| 2001-2004 | Al-Nasr SC                 |
| 2004–2005 | Saba Battery FC            |
| 2005–2006 | PAS Teherán FC             |
| 2006–2007 | Shirin Faraz Kermanshah FC |

### Selección nacional
Jugó para Irán en 41 ocasiones de 1998 a 2001 y anotó un gol, el cual fue ante Guatemala el 6 de junio de 1999 en Edmonton, Canadá por la copa Canadá 1999. Participó en la Copa Mundial de Fútbol de 1998, en los Juegos Asiáticos de 1998 y en la Copa Asiática 2000.

## Logros

### Club
- Iranian Football League: 2000–01
- Copa Hazfi: 1999–2000, 2001–02

### Selección nacional
- Juegos Asiáticos: 1998